# Clinteria alboguttata
Clinteria alboguttata är en skalbaggsart som beskrevs av Moser 1905. Clinteria alboguttata ingår i släktet Clinteria och familjen Cetoniidae. Inga underarter finns listade i Catalogue of Life.